# Win a Date with Tad Hamilton!
Win a Date with Tad Hamilton! (br Um Encontro com Seu Ídolo! / pt O Ídolo dos Meus Sonhos) é um filme estadunidense de 2004, do gênero comédia romântica, dirigido por Robert Luketic, escrito por Victor Levin e estrelado por Kate Bosworth, Topher Grace, Josh Duhamel, Gary Cole, Ginnifer Goodwin, Sean Hayes e Nathan Lane. Fortemente inspirado pelo filme indiano de 1995 de Ram Gopal Varma, Rangeela, o filme segue uma garota de cidade pequena (Bosworth) que vence um concurso para um encontro com uma celebridade masculina (Duhamel) e um triângulo amoroso se forma entre a menina, a estrela e melhor amigo da menina (Grace).
O nome de "Tad Hamilton" foi visto como um cruzamento entre os nomes dos atores Tab Hunter e George Hamilton.
O filme recebeu críticas mistas dos críticos e estreou em 2,711 locais em 23 de janeiro de 2004 e arrecadou US$7,320,066 no primeiro final de semana, ficando em terceiro lugar nas bilheterias norte-americanas e segundo entre os novos lançamentos da semana. O filme finalmente arrecadou $17,071,962 nos Estados Unidos e $4,206,494 internacionalmente para um total mundial de $21,278,456. Baseado em um orçamento de US$ 22 milhões, o filme foi um fracasso nas bilheterias.

## Sinopse
Uma jovem do interior dos Estados Unidos vence um concurso em que o prêmio é um encontro com Tad Hamilton, uma celebridade do mundo do cinema. A jovem vencedora encanta-se pelo rapaz, mas seu melhor amigo a fará questionar seus sentimentos em relação ao ator. Seria de fato amor ou apenas deslumbramento?

## Elenco
- Kate Bosworth como Rosalee Futch[12]
- Topher Grace como Pete Monash[12]
- Josh Duhamel como Tad Hamilton[12]
- Gary Cole como Henry Futch[12]
- Ginnifer Goodwin como Cathy Feely[12]
- Sean Hayes como Richard Levy[12]
- Nathan Lane como Dr. Richard Levy[12]
- Kathryn Hahn como Angelica[12]
- Octavia Spencer como Janine[12]
- Amy Smart (cameo) como enfermeira Betty[12]
- Ren Torstle como mulher no Porsche[12]
- Wendy Worthington como cliente[12]
- Stephen Tobolowsky como George Ruddy[13]
- Moon Bloodgood como mulher linda[14]
- Mary Jo Smith como Sonja[14]
- Joseph Convery como Mickey (motorista de Tad)[14]
- Deena Dill como Repórter[14]
- Bob Glouberman como motorista de limusine de Rosalee[14]
- Jay Underwood como policial Tom[14]
- Sam Pancake como funcionário do hotel[14]
- Patrick O'Brien como Padre Newell[14]
- Larry Agney como homem de 90 anos[14]
- Willow Bay como ela mesma[14]
- Todd Eckert como Maitre D'[14]
- David Wolrod como Roger Bodger[14]
- Jessy Moss como ela mesma[14]
- Marshall Goodman como ele mesmo[14]
- Danny Weissfeld como ele mesmo[14]
- Caleb Speir como ele mesmo[14]
- Peter Iovino como Paparazzi[14]
- Alex Kvassay como Piloto[14]
- Jordana Brewster (sem créditos) como atriz (cena deletada)[15]
- Paris Hilton (sem créditos) como Heather (cena deletada)[16]
- Bonnie McKee (sem créditos) como ela mesma

## Por trás das cenas
O filme foi lançado em VHS e DVD em 20 de abril de 2004. O DVD tem 16 cenas deletadas.

## Recepção
Win a Date with Tad Hamilton! recebeu críticas mistas dos críticos. No Rotten Tomatoes o filme recebeu uma classificação de aprovação de 52% com base em 145 avaliações, com uma média de 5.6/10. Metacritic reporta uma pontuação de 52 de 100 com base em 35 revisões, indicando "revisões mistas ou médias".

## Bilheteria
Win a Date with Tad Hamilton! teatralmente terminou com bilheteria total de US$ 23 milhões, dos quais US$ 17 milhões eram dos EUA. Com um orçamento de produção de US$22 milhões, excluindo campanhas promocionais, o filme não foi um sucesso financeiro considerado.

## Trilha sonora
A trilha sonora deste filme é intitulado Win A Date With Tad Hamilton!: Music From The Motion Picture.

### Faixas
1. "Superfabulous" - BT com Rose McGowan
2. "Special" - Wilshire
3. "Some Days" - Wheat
4. "More Bounce in California" - Soul Kid #1
5. "Why Can't I?" - Liz Phair
6. "Back to You" - John Mayer
7. "Something About You" - Five for Fighting
8. "Days Go By" - Jason Wade
9. "Leading with My Heart" - Alice Peacock
10. "Blue" - The Thorns
11. "Waiting" - Kyle Riabko
12. "I Won't Go Hollywood" - Bleu
13. "Somebody" - Bonnie McKee
14. "Shining" - Kristian Leontiou
15. "Once Again" - Frankie Jordan
16. "Can't Get Enough of Your Love" - Barry White